# Catanduvas (Paraná)
Pour les articles homonymes, voir Catanduvas.
Catanduvas est une ville brésilienne de l'ouest de l'État du Paraná. Elle se situe par une latitude de 25° 12' 10" sud et par une longitude de 53° 09' 25" ouest, à une altitude de 762 mètres. Sa population était estimée à 10 864 habitants en 2006. La municipalité s'étend sur 582 km2.

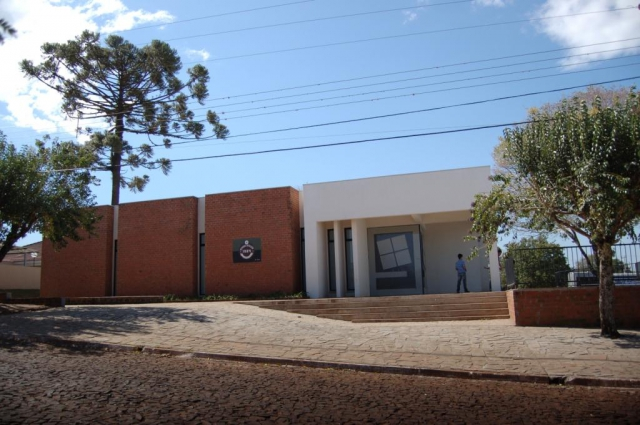
Mémorial de la révolution de 1924 de Catanduvas

## Maires
| Période | Période | Identité       | Étiquette | Qualité |
| ------- | ------- | -------------- | --------- | ------- |
| 2009    | 2012    | Aldoir Bernart | PMDB      |         |